# Oliver Pott
Oliver Pott (* 15. Dezember 1973 in Detmold) ist ein deutscher Internet-Unternehmer, Sachbuchautor, Professor an der Fachhochschule der Wirtschaft in Paderborn und Sportfunktionär.

## Leben
Pott promovierte in Neurochemie/Chemometrie an der Humboldt-Universität zu Berlin. Während seines Studiums betätigte sich Pott als Buchautor mit den Schwerpunkten Netzwerke und Internet. Er verfasste über 20 Werke zu diesen Themen in den Verlagen Markt+Technik und Sybex. 
Er gründete 2003 das Software-Unternehmen Blitzbox, das unter anderem Download-Software an Kunden wie T-Online und die United-Internet-Gruppe vertrieb. Das Unternehmen verkaufte er 2005 an die französische Avanquest-Gruppe. Pott war Mitgründer der in Berlin ansässigen Proxma AG und betätigt sich zudem als Kapitalgeber in Unternehmen. Seine Unternehmensbeteiligungen fasst er seit 2000 in der Pott Holding GmbH mit Sitz in Paderborn zusammen. Dieses Unternehmen ist unter anderem Mitbesitzer der Paderborner Stadiongesellschaft, die das Stadion des Fußball-Bundesligisten SC Paderborn 07 gebaut hat.
2010 wurde Pott als Professor für Unternehmensgründung und Startup Management an die Fachhochschule der Wirtschaft in Paderborn berufen.

## Mandate als Sportfunktionär
Pott wurde 2013 Vorsitzender des Wirtschaftsrates des Fußball-Bundesligisten SC Paderborn 07. In dieser Zeit stieg der Verein in die 1. Bundesliga auf. Nach Ausgliederung des wirtschaftlichen Spielbetriebs aus dem vorherigen e.V. in eine KGaA übernahm Pott 2016 im Verein ein Aufsichtsratsmandat.

## Sachbücher
Potts Buch Wissen zu Geld erreichte Platz 12 der Spiegel-Wirtschaftsbestsellerliste 1/2021 des Manager Magazins, sein Buch Raus aus dem Stundenlohn Rang 2 in Ausgabe 10/2021 der Spiegel-Bestseller Paperback Sachbücher. Sein Buch Sichtbar! erreichte in KW 35/2022 Platz 10 der Spiegel-Bestsellerliste Hardcover.
Zahlreiche seiner Bücher wurden in mehreren Sprachen veröffentlicht. 

## Veröffentlichungen (Auswahl)
- mit Jan Bargfrede: Sichtbar! Kunden gewinnen in einer immer lauteren Welt. Campus, Frankfurt am Main 2022, ISBN 978-3-593-51617-2 (mit Anmerkungen).
- Raus aus dem Stundenlohn. Nie wieder für andere arbeiten und Lebenszeit verkaufen. 3. Auflage. Finanzbuch, München 2021, ISBN 978-3-95972-424-1.
- Wissen zu Geld: So machen Sie aus Ihrem Know-how ein digitales Business, Campus, 2020
- Entrepreneurship: Unternehmensgründung, Businessplan und Finanzierung, Rechtsformen und gewerblicher Rechtsschutz, Springer, 2015
- Projektmanagement mit Intrexx für Entscheider, Smartbooks Publishing, 2003
- HTML / XML: New Reference, Prentice Hall Pearson Publishing, New Jersey, 2002
- Wireless: Strategien, Methoden und Konzepte für das Mobile Internet, Sun Microsystems, 2002
- Professionelle IP-Telefonie – Einführung und Planung im Unternehmen, Cisco Systems, Frankfurt, 2001